# EasyGroup
Die easyGroup ist eine Unternehmensgruppe von Stelios Haji-Ioannou mit Sitz in London. Sie ist Eigentümerin des Markennamens easy, den sie im Rahmen eines einheitlichen Markenauftretens nutzt.
Ein vergleichbares Unternehmen mit teils ähnlichem Markenportfolio ist die ebenfalls britische Virgin Group von Richard Branson.

## Marken der easyGroup
Die easyGroup ist mit zahlreichen Marken in mehreren Branchen international präsent:

### Internationale Marken der easyGroup
- easyJet mit EasyJet Switzerland und EasyJet Europe, europäische Billigfluggesellschaft; gegründet 1995
- easyCar, Autovermietung in ca. 60 Ländern mit über 2000 Standorten; gegründet 2000
- easyInternetcafé, Kette von Internetcafés; gegründet 2000, 2009 als eigene Gesellschaft aufgegeben und an Franchisenehmer überführt, nur noch Marke
- easyValue, Preisvergleichsportal für Online-Einkäufe; gegründet 2001
- easyBus, Anbieter von Flughafentransfers zwischen London und den Flughäfen Gatwick, Luton und Stansted und seit Mitte Mai 2015 auch zwischen Flughafen Paris-Charles-de-Gaulle und Paris; gegründet 2004
- easyWatch, Marke von Armbanduhren; gegründet 2005
- easyHotel, internationale Hotelkette und Hotelvermittlung; gegründet 2005
- easyFlights, Preisvergleichsportal für Flüge; gegründet 2011
- easyBags, Versandagentur für Reisegepäck; gegründet 2011
- easyAir-Tours, Buchungsportal für Pauschalreisen; gegründet 2011

### Nur im Vereinigten Königreich präsente Marken der easyGroup
- easyMoney, Finanzberater und Kreditkartenanbieter; gegründet 2001
- easyCinema, Kinokette und DVD-Verleih; gegründet 2003
- easy4men, Kosmetika für Männer; gegründet 2004
- easyJobs, Stellenbörse; gegründet 2004
- easyPizza, 10 Pizzerien; gegründet 2004
- easyMusic, Online-Musikdienst; gegründet 2004
- easyVan, Autovermietung für Vans; gegründet 2006
- easyOffice, Vermietung von Büroräumen in London; gegründet 2007
- easyGym, Kette von Fitnessstudios; gegründet 2011 mittlerweile auch in Frankreich aktiv[2]
- easyFoodstore, Lebensmitteldiscounter, 2016 eröffnete ein Pilotmarkt in London
- easyCoffee, Café; gegründet 2016[3]

### Ehemalige Marken der easyGroup
- easyCruise, Kreuzfahrten; gegründet 2005 – als Franchise übernommen durch Hellenic Seaways
- easyMobile, Mobilfunk-Discounter; gegründet 2005 – in Deutschland übernommen durch Talkline (heute freenet AG)